# Bennaikanahalli, Tiptur
Bennaikanahalli là một làng thuộc tehsil Tiptur, huyện Tumkur, bang Karnataka, Ấn Độ.